# Erfurter Straße 19 (Weimar)

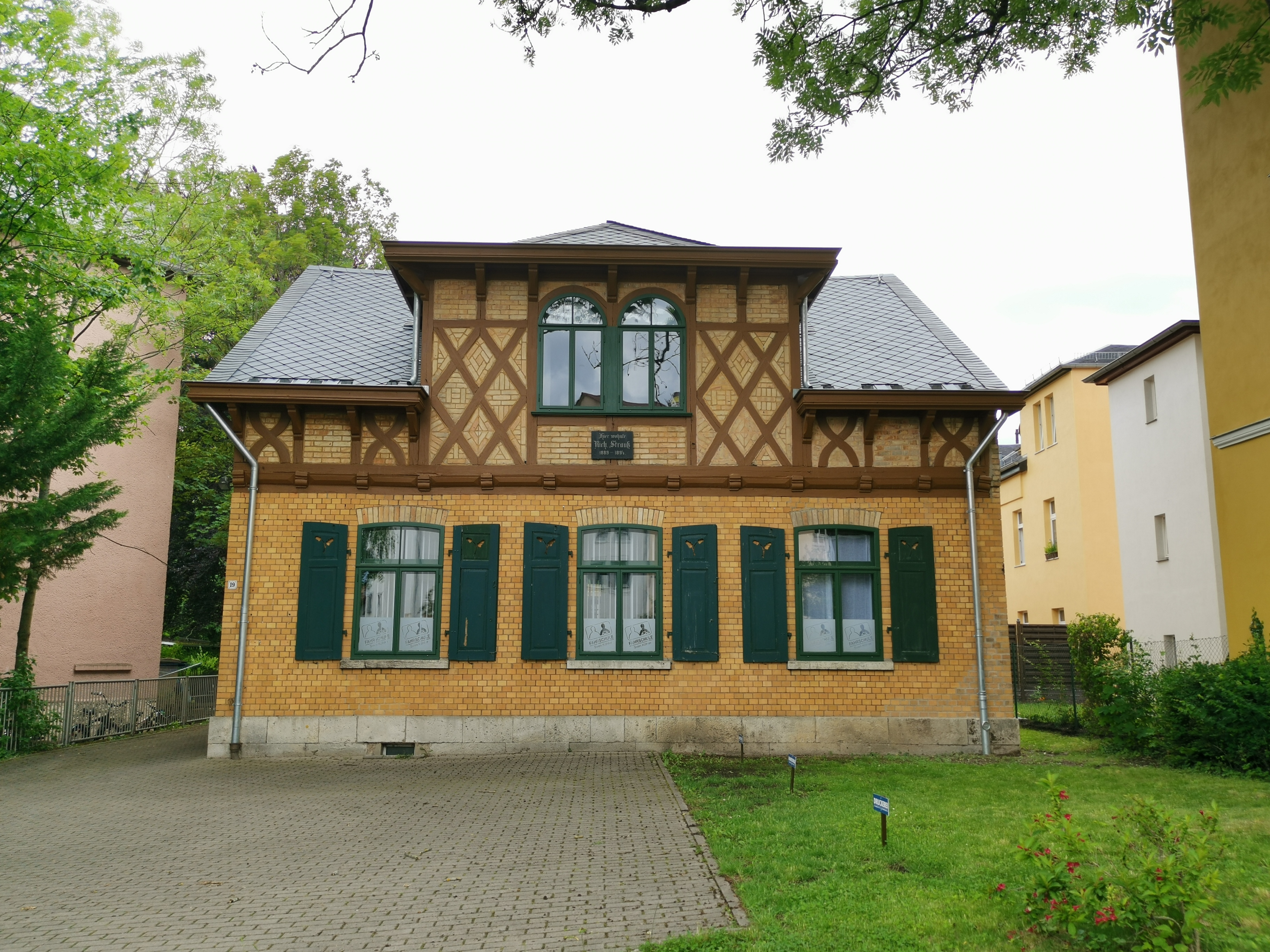
Erfurter Straße 19a

Das Haus Erfurter Straße 19 in Weimar war von 1889 bis 1894 das Wohnhaus des Dirigenten und Komponisten Richard Strauss (1864–1949).

## Geschichte
Das Wohnhaus in einem von der Straße her gut sichtbaren Hinterhof ist als Fachwerkbau mit Ziegeln errichtet. Der Sockelbereich ist aus Kalkstein wie auch die Sohlbänke. In der Mitte erhebt sich ein Dachrisalit. Während im Erdgeschoss drei Fenster mit scheitrechten Bögen angeordnet sind, sind die beiden des Dachrisaliten Rundbogenfenster. Das Gebäude gehört zum Landhausstil. Die Fensterläden im Erdgeschoss sind nicht nur einfach, sondern im oberen Feld mit dargestellten Eichenblatt mit Eichel durchbrochen. Das Gebäude entstand 1877/78 für den großherzoglichen Kammervirtuosen Leopold Grützmacher. Auf der Westseite wurde zunächst 1886 aufgestockt. Im Jahre 1938 wurde in Erweiterung des vorhandenen Seitenflügels ein Druckereigebäude angebaut. Der Großherzog Carl Alexander hatte für den anderthalbgeschossigen Bau, der in seiner erheblich von der Straßenfront abweicht, Dispens von der Bauordnung erteilt.
Eine Gedenktafel für Richard Strauss befindet sich an der Fassade unter den Rundbogenfenstern am Zwerchhaus. Die Gedenktafel ist nicht die einzige Ehrung des Komponisten in Weimar. Beispielsweise gibt es eine Richard-Strauss-Straße.
Das Gebäude steht auf der Liste der Kulturdenkmale in Weimar (Einzeldenkmale).